# Jacques Étienne
 (août 2017).
Si vous disposez d'ouvrages ou d'articles de référence ou si vous connaissez des sites web de qualité traitant du thème abordé ici, merci de compléter l'article en donnant les références utiles à sa vérifiabilité et en les liant à la section « Notes et références ».
Jacques Etienne est un homme politique belge (CDH). Né le 24 septembre 1949, il entama sa carrière politique aux élections communales de 1976, devint conseiller communal à l'âge de 27 ans, puis fut président du CPAS namurois durant douze années.
Désormais à la retraite, il vit toujours à dans la banlieue de Namur. Il a 2 fils, 4 petits-enfants et 1 belle-petite fille.

## Biographie
Licencié en droit des Facultés universitaires Notre-Dame de la Paix de Namur et ensuite à l'UCL, député wallon et député de la Communauté française (circonscription de Namur) jusque 2009, président du Foyer namurois (société de logements sociaux) jusque 2010. Jacques Étienne devint le 4 décembre 2006 le bourgmestre de Namur grâce à sa victoire aux élections communales du 8 octobre 2006. Allié à l'écologiste Arnaud Gavroy, face au bourgmestre sortant Bernard Anselme, il ceindra l'écharpe maïorale, à la tête d'une coalition tripartite constituée par le CDH, le parti Ecolo et le MR. Domicilié à Jambes, il est le premier bourgmestre namurois non socialiste depuis la fusion des communes.
Le 18 septembre 2009, il est reçu membre d'honneur du cercle littéraire dialectal Lès Rèlîs Namurwès.